# رخص
رخص هي منصة رقمية رسمية تُديرها حكومة المملكة المغربية، مخصصة لإدارة وتسليم الرخص الإدارية، خصوصًا في مجالات التعمير والأنشطة الاقتصادية. تهدف المنصة إلى تبسيط الإجراءات الإدارية وتعزيز الشفافية.

## التاريخ
تم إطلاق المنصة في سنة 2019 ضمن مبادرات التحول الرقمي التي تبنتها الدولة المغربية، بهدف تحديث الإدارة العمومية وتحسين جودة الخدمات المقدمة للمواطنين. ويأتي تطوير منصة رخص ضمن جهود تعزيز الحكامة الجيدة عبر استعمال تكنولوجيا المعلومات.

## روابط خارجية
- الموقع الرسمي